# Barcelos
Barcelos este un oraș portughez din districtul Braga, în regiunea de nord și sub-regiunea Cávado cu aproximativ 20 625 de locuitori.
Orașul se învecinează la nord cu comunele Viana do Castelo și Ponte Lima, la est cu Vila Verde și orașul Braga, la sud cu Vila Nova de Famalicão, la sud-est cu Póvoa de Varzim și la est cu Esposende.
Cel mai înalt punct din oraș este situat în São Gonçalo la o altitudine de 488 metri la parohia Fragoso.
Cinema
Orașul Barcelos este deservit de două cinematografe conduse de compania Cinemas Cinemax. De asemenea, dispune de Societatea de Film Barcelos care realizează proiecții de film în Sala Bibliotecii Municipale.
Televiziune
- Barcelos TV

Ziare
- A Voz do Minho - generalist
- Jornal Rock Rola em Barcelos - cu tematica, despre muzica.
- Barcelos Popular - generalist
- Cávado Jornal - generalist
- Journal de Barcelos - generalist

Radio
- Radio Barcelos 91.9FM
- Radio Cávado 102.4FM

Biblioteci
- Arhiva Municipală
- Biblioteca Municipală Barcelos
- Bibliotecile grupurilor școlare

Cultură
În municipiul Barcelos există 11 monumente naționale, 8 imobile de interes public și 5 monumente în procesul de clasificare.
Vezi și: Listă de orașe din Portugalia, 
1. ↑  , Instituto Nacional de Estatística[*] https://www.ine.pt/xportal/xmain?xpid=INE&xpgid=ine_indicadores&indOcorrCod=0008350&selTab=tab0, accesat în 19 septembrie 2018 Lipsește sau este vid: |title= (ajutor)